# 貝拉西察山
41°20′N 22°57′E / 41.333°N 22.950°E

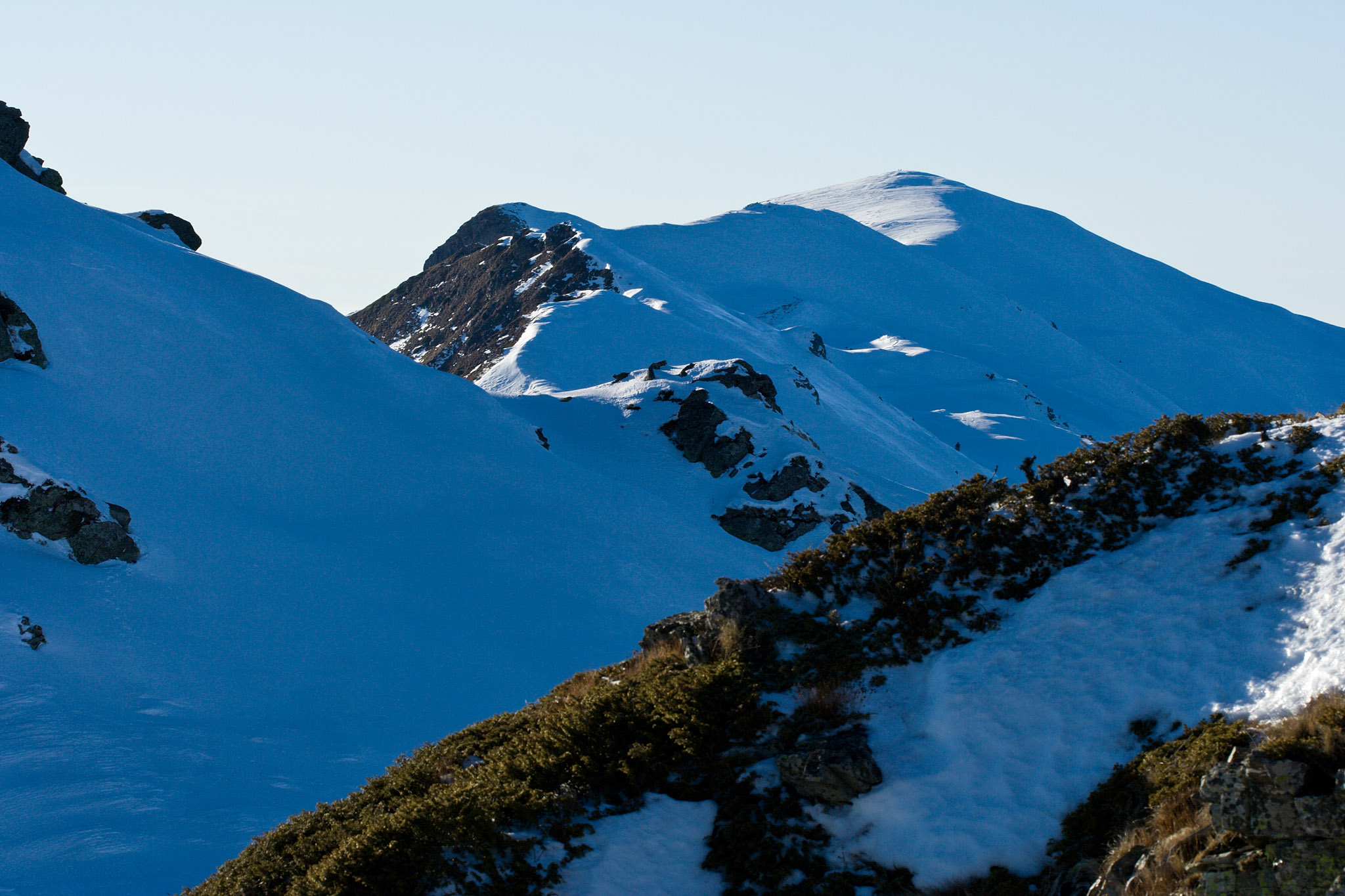

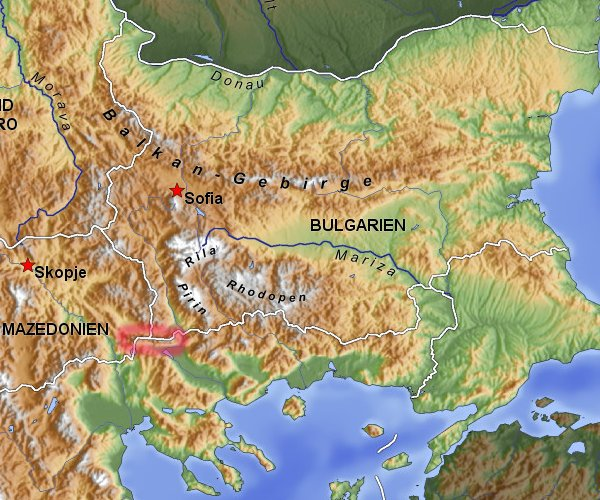

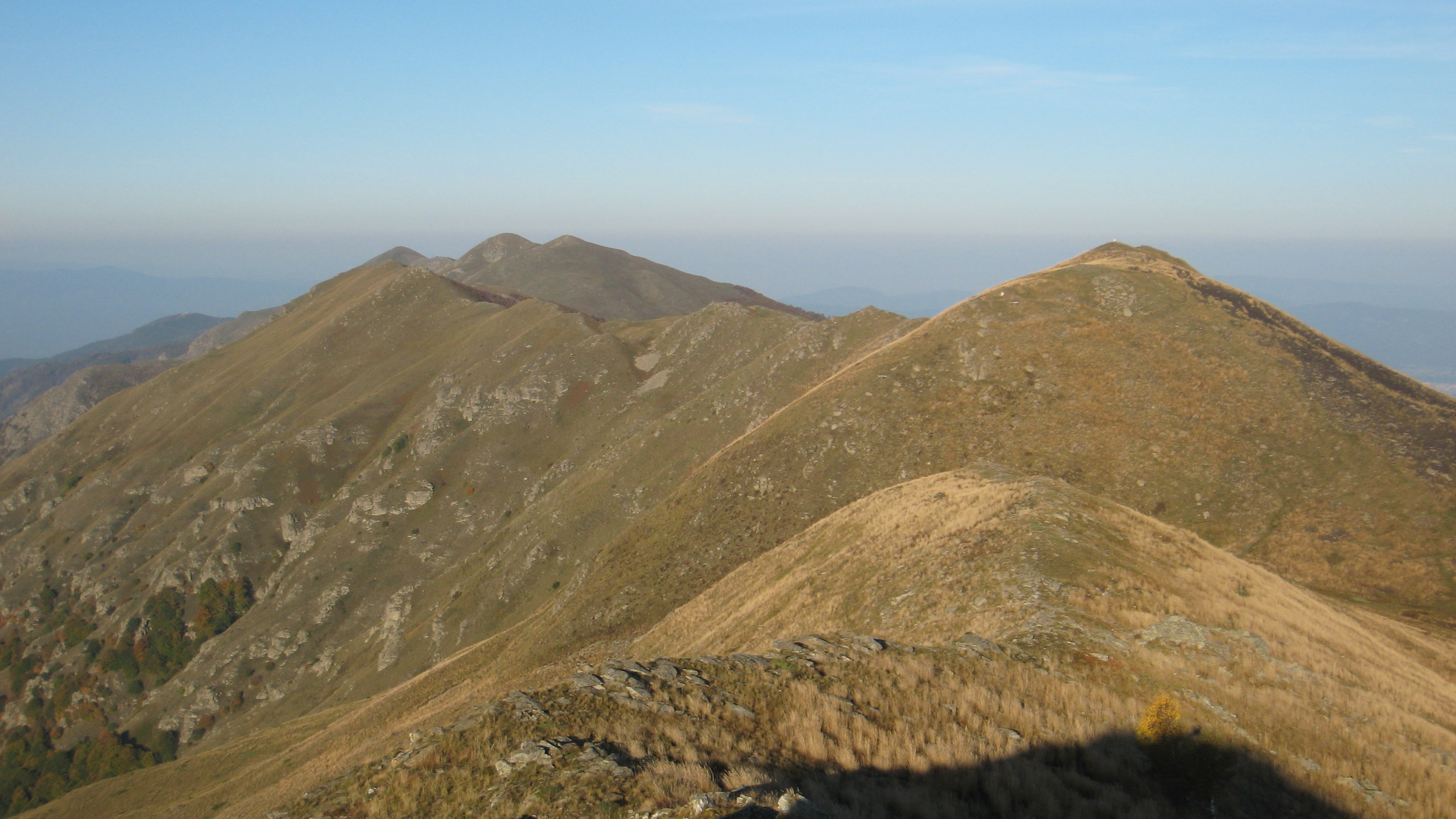

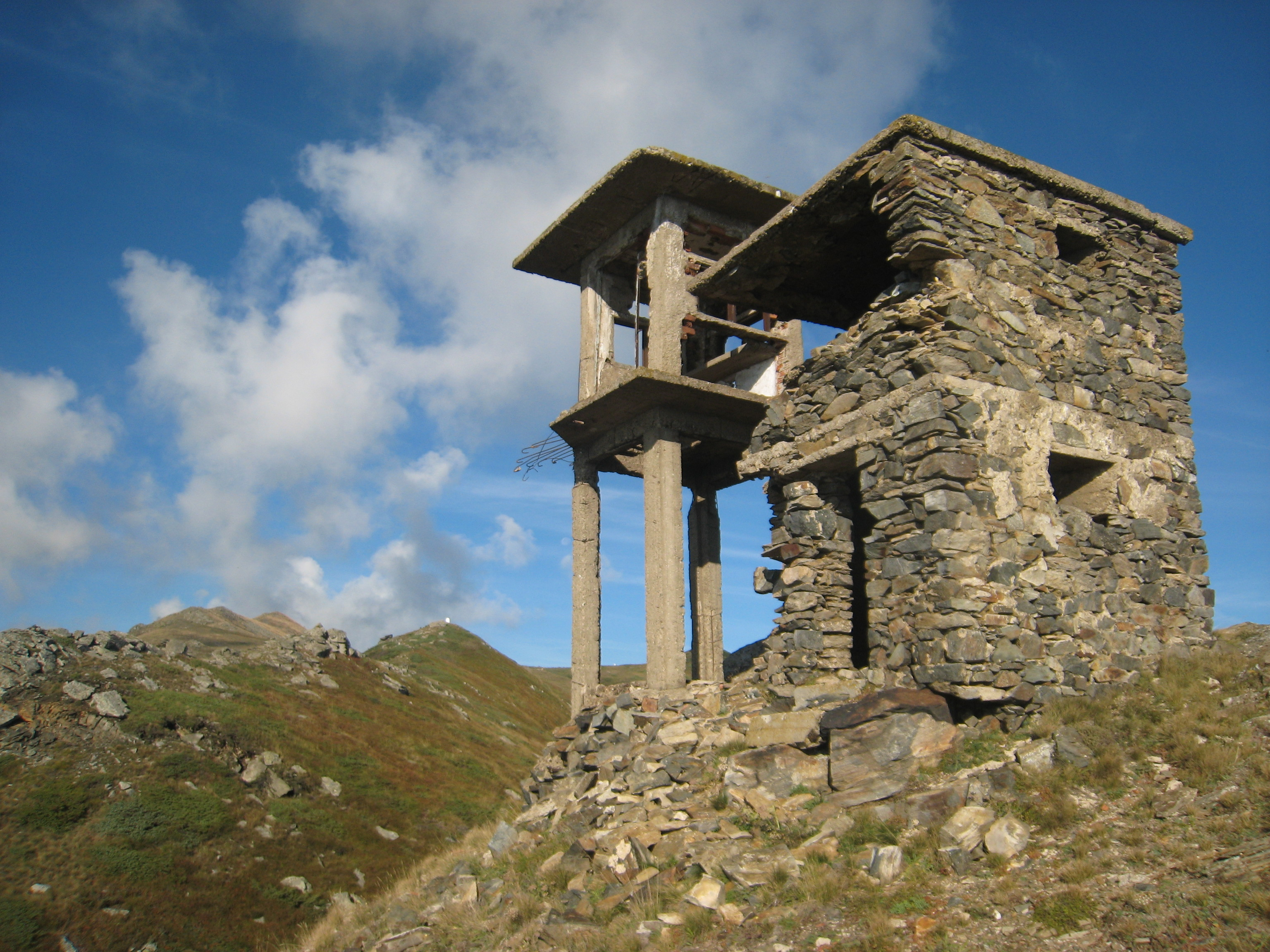

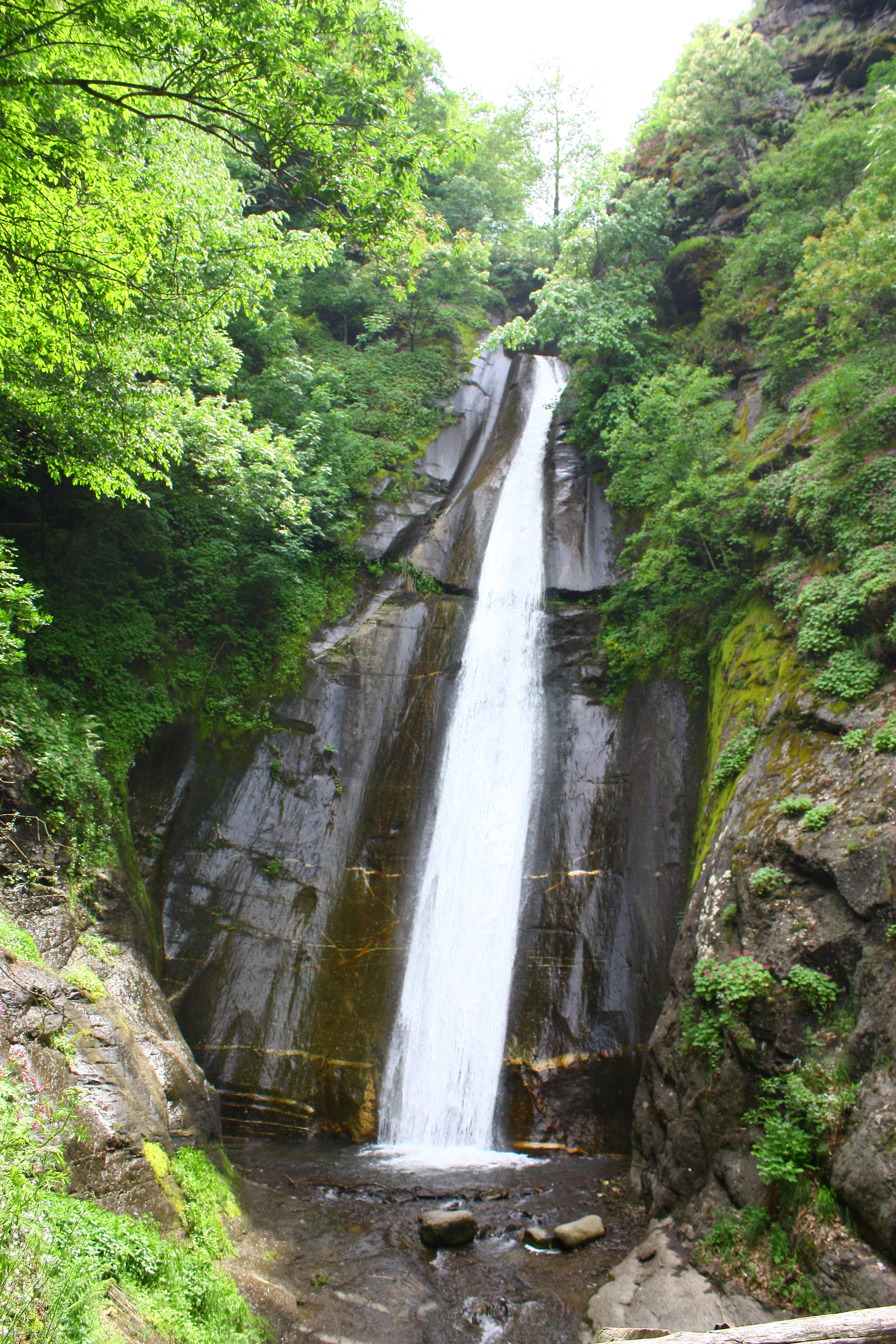

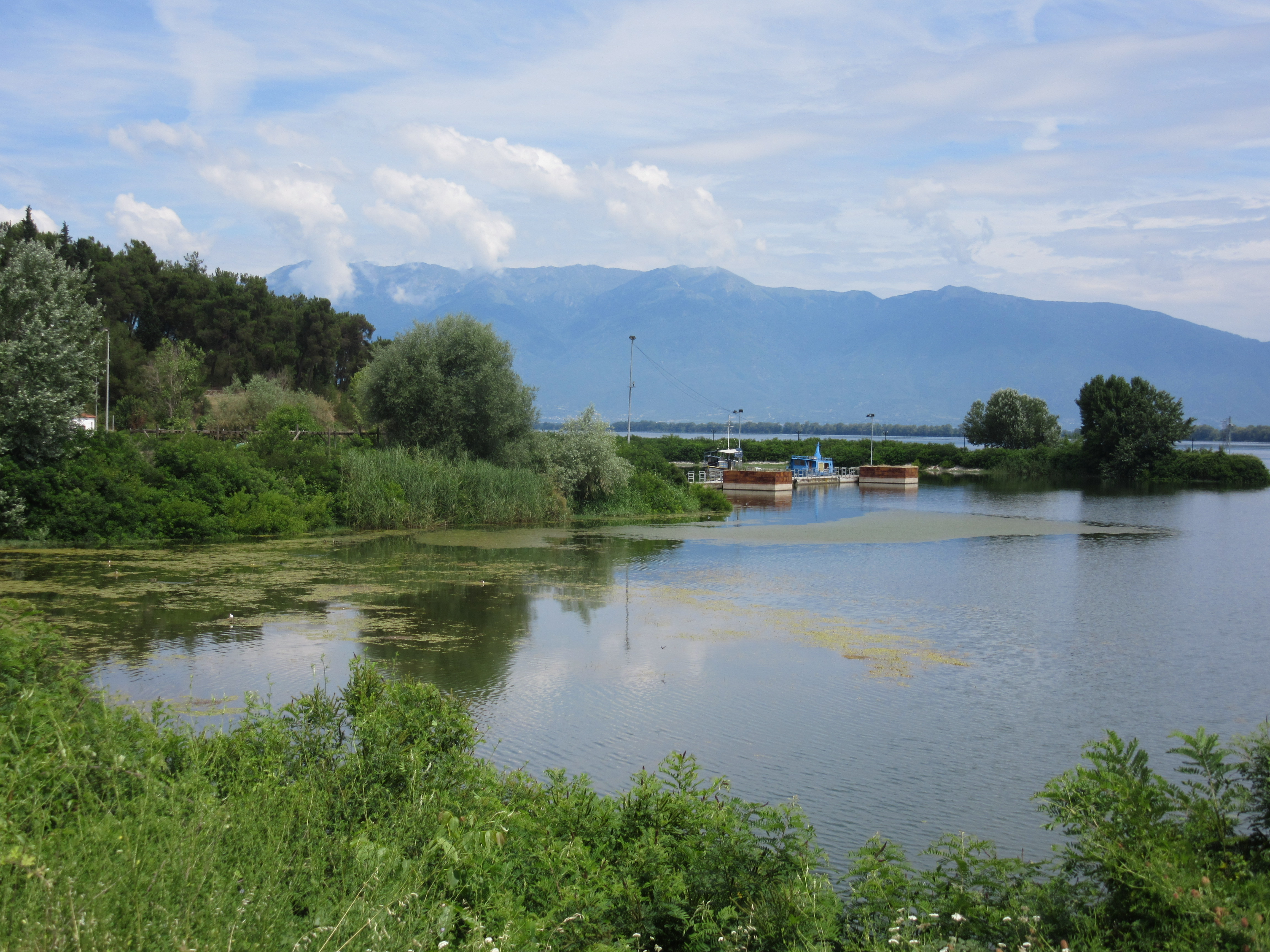

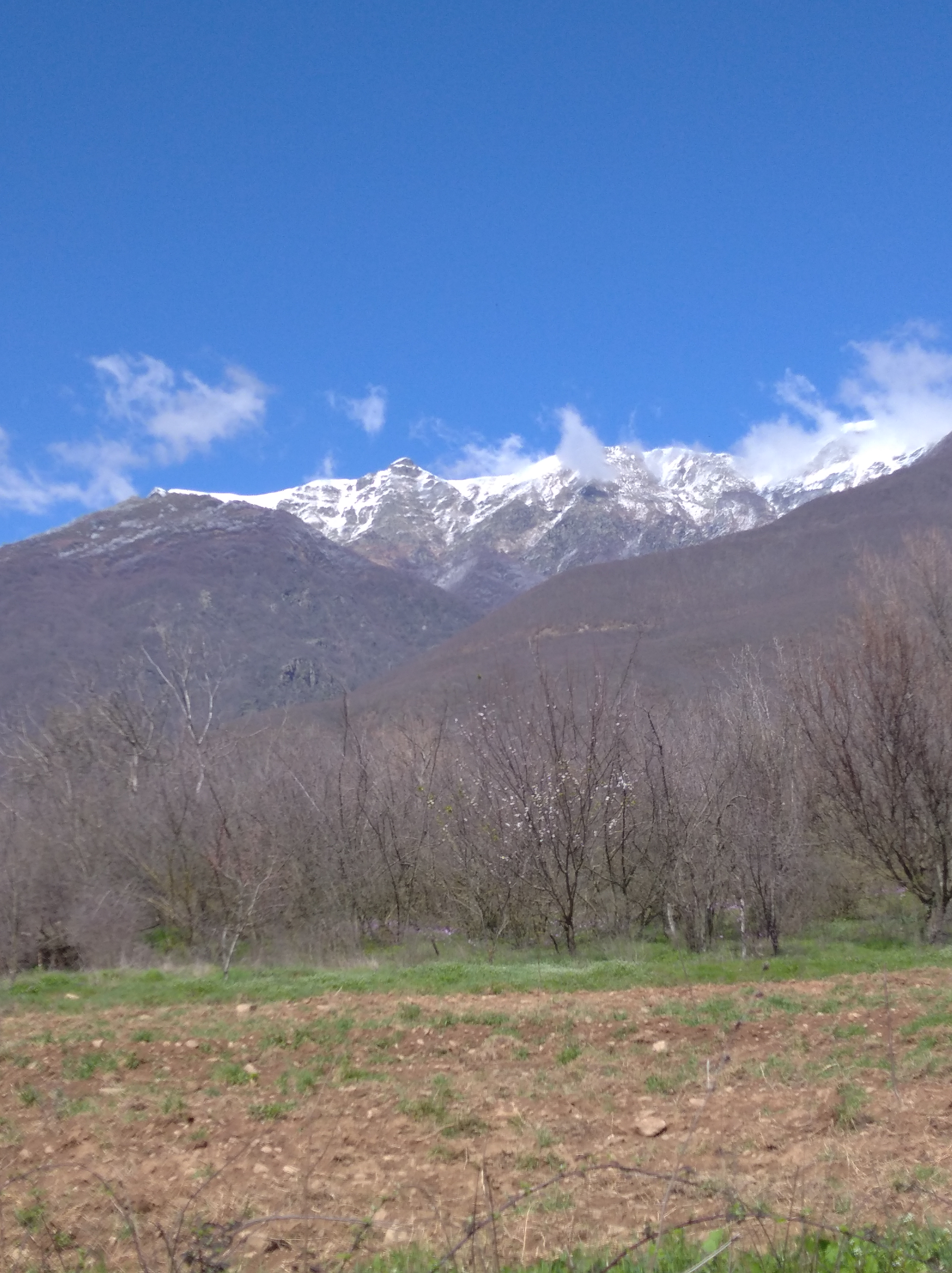

贝拉西察山是東南歐的山脈，橫跨希臘、北馬其頓和保加利亞，處於多伊蘭湖以北，長60公里、寬9公里，最高點海拔高度2,029米，公元1014年克雷迪昂戰役發生在該地區。